# 范希衡
范希衡（1906年10月9日—1970年），名任，号希衡。笔名范行、知人、任典，中国翻译家。

## 求学
范希衡出生于安徽桐城西乡小枫树村。父亲范畏堂通古文、精医术。范希衡自幼就受到较好的传统教育。1922年秋，范希衡就读于上海震旦大学特别班专修法文，后因参加五卅运动被开除学籍，面临逮捕，逃往北平。1925年秋，进入北京大学法文系学习。1927年夏，范希衡毕业，住在沈尹默家，任北京孔德学校法文教员，兼中法大学孔德学院法文讲师。
1929年秋，范希衡考取比利时庚子赔款公费，进入比利时鲁汶天主教大学法国语言文学系学习。1931年得硕士学位（最最优等）。1931年，九一八事变爆发，范希衡与王炳南和陈传璋等部分旅欧学生聚集在巴黎意大利街讨论声援抗日，并受命于中国旅欧留学生抗日救国联合会组织委托，执笔起草了旅欧学生的抗日救国宣言。1932年，范希衡的博士论文《伏尔泰与纪君祥——对“中国孤儿”之研究》通过答辩，得法国语言学和法国文学双博士学位。

## 从政
1932年，范希衡回国任北京中法大学法文教授兼中法文化出版交换委员会编译，将江绍原著《中国古代旅行之研究》约二十万字译成法文在法国发行，同时编辑《法文研究》，并从事《诗经》翻译研究等。1934年在北平《文史》杂志上发表法国兰松的《文学史方法论》。1935年在上海《社会科学研究》上发表《时代的人生问题试解：献给找出路的青年》。1937年冬，范希衡任上海中法出版委员会编审，为商务印书馆《苏联小丛书》编译《苏联诸民族的文学》，介绍苏联作家第一次大会各家言论。1937年在《社会科学月报》上发表《中国文学的出路》。他从古今中外的文学发展历史分析，提出文学发展的出路在于民族主义浪漫派的文学。
抗战初期至1938年2月，范希衡参加上海抗敌后援会国际宣传委员会，任编译副组长，编译抗战宣传文字。1938至1940年夏任第三战区长官司令部秘书，负责编辑国际新闻，与宦乡合作编写《前线日报》每周“国际形势综述”。1940至1941年他在福建任苏皖联立政治学院教授，兼教务长。写《民族性之研究》和《列强外交政策》。1941至1943年，范希衡在重庆任社会部社会行政计划委员，兼研究室编译组组长，编辑《社会行政丛书》，1942年在《中央周刊》著文《关于社会建设的几个原则》。1944年冬赴安徽视导社会行政。1945年8月转任安徽省政府委员，督导皖南接收事宜。1946年1月范希衡任安徽省政府社会处处长，建立各县市社会机构，训练社工人员，开展社会行政业务。在《安徽政治》上著文《一年来之安徽社会行政》，在重庆《社会建设》上著文《社会工作与大同之治》。。

## 磨难与翻译
1949年2月，范希衡因省政府改组去职。同年夏，他和徐仲年合编《法华字典》，到院系调整时尚未完成。1951年秋，调苏州革大政治研究院学习，结业后返原校。1952年全国院系调整时调南京大学任法文专业教师，曾编写《拉伯雷》和《维克多·雨果》，介绍作家和其作品。倡导翻译外国科幻著作，翻译有《格兰特船长的儿女》。1955年8月以现行反革命小集团（同案有徐仲年、毛起、朱一桂）罪被捕，1956年9月经政治审查后，认为不存在反革命小集团，历史问题不予追究，回原单位原职原工作。回到工作单位的范希衡和人民文学出版社赵少侯联系，按照赵的建议开始翻译法国文艺理论著作，其中的《布封文钞》于1958年出版。
1958年4月范希衡又一次被捕，此时布瓦洛《诗的艺术》刚刚译完，圣伯夫的《月曜日丛谈》刚译出二十万字。5月30日由江苏省高级人民法院以历史反革命罪判处徒刑十年。同年8月送龙潭采石公司劳动改造。1962年2月转江苏省第一监狱。1962年5月保外就医回南京。保外就医的范希衡得以重新整理《诗的艺术》译稿，并补译了布瓦洛的《读朗吉努斯感言》，还完成了一百万字的《月曜日丛谈》译稿1964-1965年人民文学出版社将卢梭《忏悔录》上半部译稿交给范希衡审读，范希衡提出四百多条修改意见。人民文学出版社遂委托范希衡翻译下半部，于1966年五月完成。1970年9月范希衡由幼女范珊陪同遣送还乡，到桐城挂车河公社劳动改造。1971年8月2日晨因心力衰竭去世。直至1979年沉冤昭雪。